# B3 (Namibië)
De B3 is een hoofdweg in het zuiden van Namibië. De weg loopt van Grünau via Karasburg naar de grens met Zuid-Afrika bij Nakop. In Zuid-Afrika loopt de weg als N10 verder naar Upington en Port Elizabeth. In Grünau sluit de weg aan op de B1 naar Windhoek.
De B3 is 160 kilometer lang en loopt door de regio !Karas. 